# Hugh Frank Dawes
Hugh Frank Dawes, britanski general, * 1884, † 1965.